# Michael Wolgemut
Michael Wolgemut (ou Wohlgemuth) (1434 — 1519) foi um pintor e impressor alemão nascido em Nuremberg. Foi um pintor e gravador alemão que dirigiu uma oficina em Nuremberg. Ele é mais conhecido por ter ensinado o jovem Albrecht Dürer.

## Biografia
A importância de Wolgemut como artista repousa não apenas em suas próprias obras individuais, mas também no fato de que ele era o chefe de uma grande oficina, na qual muitos ramos diferentes das artes plásticas eram realizados por um grande número de alunos. assistentes, incluindo Albrecht Dürer, que completou um aprendizado com ele entre 1486 e 1489. Em seu ateliê grandes retábulos e outras pinturas sagradas foram executados, e também elaborados retábulos de madeira entalhada e pintada, consistindo de temas lotados em alto relevo, ricamente decorados com ouro e cor.
Wolgemut foi um líder entre os artistas que resgataram os padrões da xilogravura alemã da época. A produção de xilogravuras era uma grande parte do trabalho da oficina, os blocos sendo cortados dos desenhos de Wolgemut. Eles foram feitos principalmente para fornecer ilustrações de livros às muitas editoras em Nuremberg, sendo que as mais atraentes também eram vendidas separadamente. Muitos são notáveis por seu vigor e adaptação inteligente às necessidades especiais da técnica de xilogravura. No entanto, muitas vezes eram coloridos à mão antes ou depois da venda. Seu aluno Dürer deveria continuar e superar suas conquistas, de modo que muitas vezes são esquecidas.
As pinturas de Wolgemut mostram a influência flamenga, e ele pode ter viajado por Flandres (a Bélgica moderna e áreas circunvizinhas).

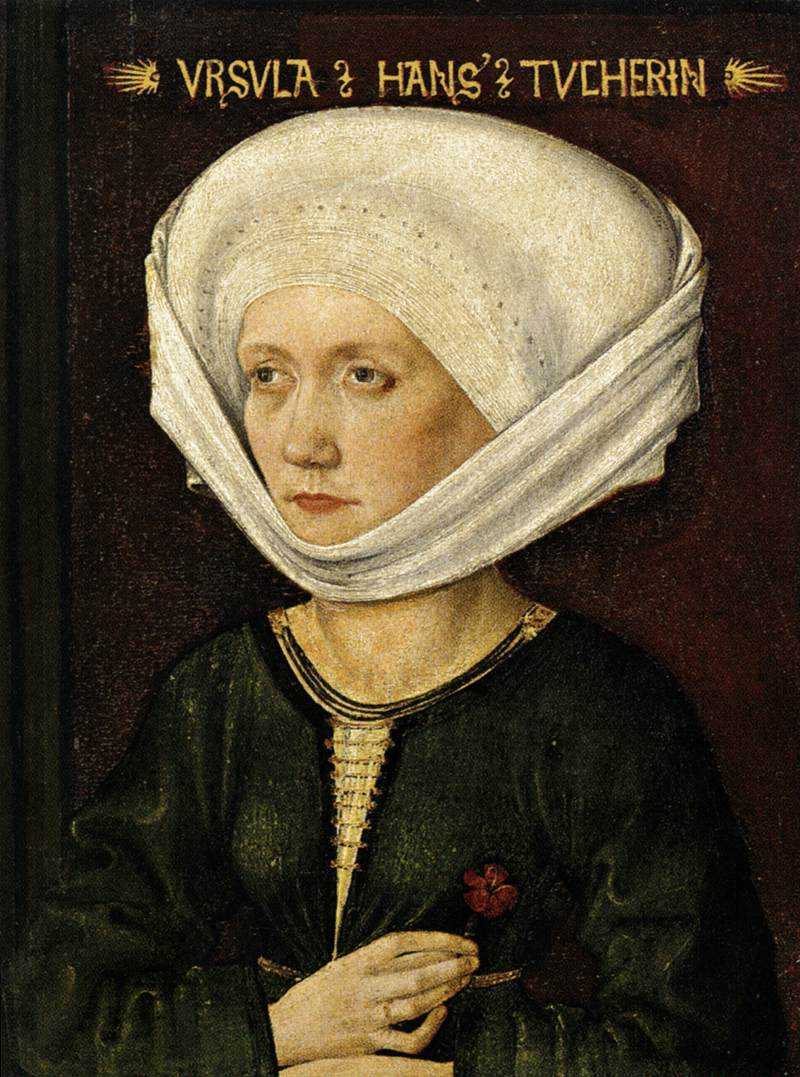
Retrato de Ursula Tucher, 1478

Wolgemut treinou com seu pai, Valentin Wolgemut (que morreu em 1469 ou 1470) e acredita-se que tenha sido assistente de Hans Pleydenwurff em Nuremberg. Ele trabalhou com Gabriel Malesskircher em Munique no início de 1471, deixando a cidade depois de processar a filha de Malesskircher sem sucesso por quebra de contrato, alegando que ela havia rompido o noivado. Ele então voltou para a oficina de seu falecido pai em Nuremberg, que sua mãe mantinha desde a morte de Valentin.
Em 1472 ele se casou com a viúva de Pleydenwurff e assumiu sua oficina; seu filho Wilhelm Pleydenwurff trabalhou como assistente, e de 1491 como sócio, para Wolgemut. Alguns consideram Wilhelm um artista melhor do que Wolgemut, no entanto, ele morreu em janeiro de 1494, quando provavelmente ainda estava na casa dos trinta.

## Xilogravuras

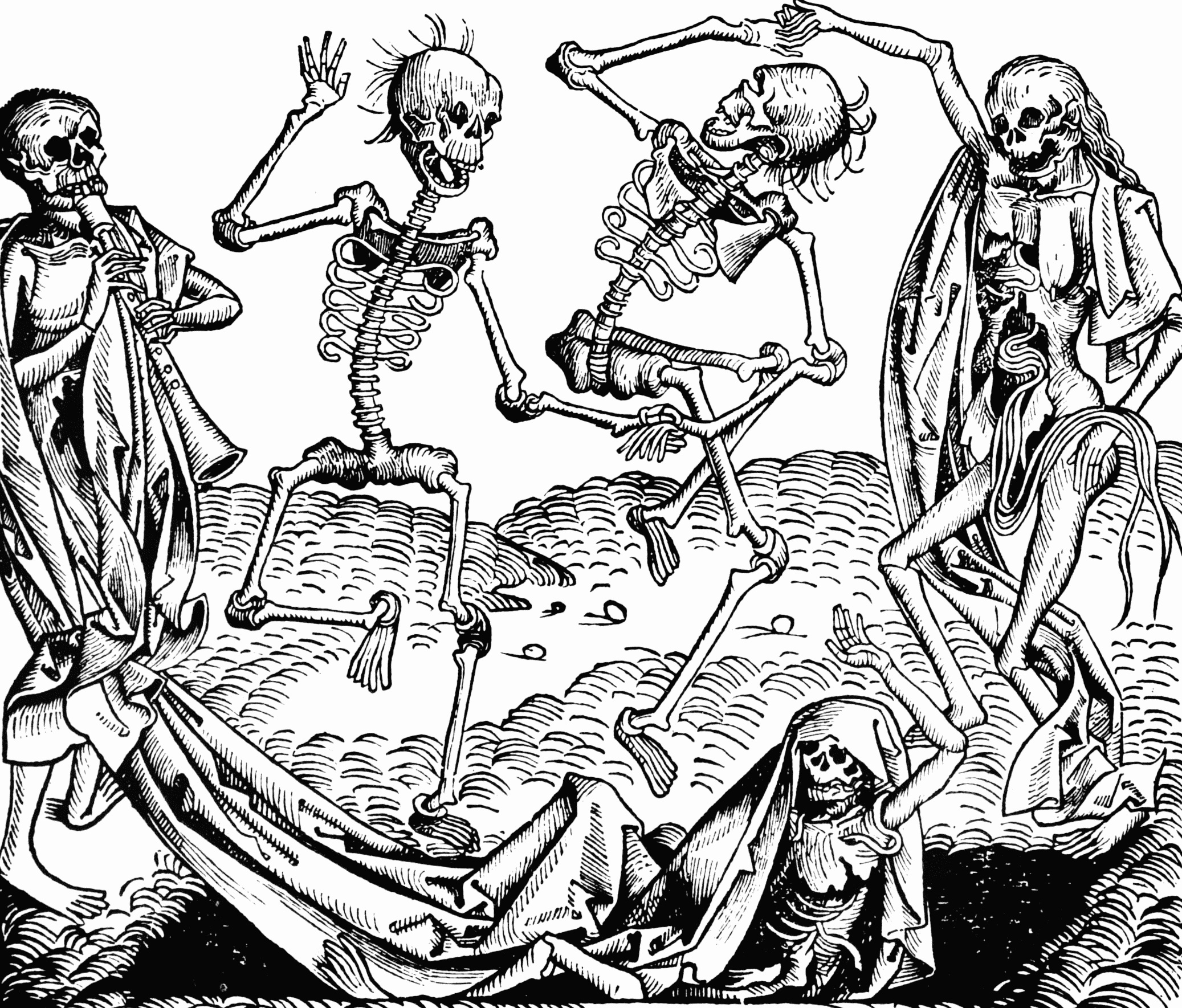
Michael Wolgemut, Danse Macabre, 1493

Dois livros grandes e copiosamente ilustrados têm xilogravuras fornecidas por Wolgemut e seu enteado Wilhelm Pleydenwurff; ambos foram impressos e publicados pela maior editora da Alemanha, o Nuremberger Anton Koberger, que também foi padrinho de Dürer. O primeiro é o Schatzbehalter der wahren Reichthumer des Heils (1491); a outra é a Historia mundi, de Schedel  (1493), normalmente conhecida como Crônica de Nuremberg, que é muito valorizada, não pelo texto, mas por sua notável coleção de 1 809 ilustrações vigorosas. Wolgemut e Wilhelm Pleydenwurff foram contratados pela primeira vez para fornecer as ilustrações em 1487 e 1488, e um contrato adicional de 29 de dezembro de 1491 encomendou layouts de manuscritos do texto e ilustrações. Um outro contato de 1492 estipulou que Koberger deveria fornecer uma sala trancada para os blocos serem mantidos com segurança. Um desenho de Wolgemut para o elaborado frontispício, datado de 1490, está no Museu Britânico. Tal como acontece com outros livros do período, muitas das xilogravuras, mostrando cidades, batalhas ou reis foram usadas mais de uma vez no livro, com os rótulos de texto apenas alterados. O livro é grande, com uma xilogravura de página dupla medindo cerca de 342x500mm.

## Pinturas
A primeira obra conhecida de Wolgemut é um retábulo composto por quatro painéis, datado de 1465, agora na galeria de Munique, uma obra decorativa de grande beleza. Em 1479 ele pintou o retábulo do altar-mor da igreja de Santa Maria em Zwickau, que ainda existe, recebendo por ele a grande soma de 1 400 gulden. Uma de suas melhores e maiores obras é o grande retábulo pintado para a igreja dos frades agostinianos em Nuremberg, agora transferido para o museu; é composto por um grande número de painéis, com figuras de santos venerados localmente.
Em 1501, Wolgemut foi contratado para decorar a prefeitura de Goslar com uma grande série de pinturas; alguns no teto são em painel e outros nas paredes são pintados em têmpera sobre tela. Como pintor de retratos, ele gozava de muita reputação, e alguns de seus trabalhos desta classe são muito admiráveis por seu vigor realista e acabamento minucioso.

Fora da Alemanha, as pinturas de Wolgemut são escassas: a Royal Institution em Liverpool possui dois bons exemplos - Pilatos lavando as mãos e O depoimento da cruz, provavelmente partes de um grande retábulo. Durante os últimos dez anos de sua vida, Wohlgemut parece ter produzido pouco por suas próprias mãos. Uma de suas últimas pinturas é o retábulo de Schwabach, executado em 1508, cujo contrato ainda existe. Ele morreu em Nuremberg em 1519.

Michael Wolgemut
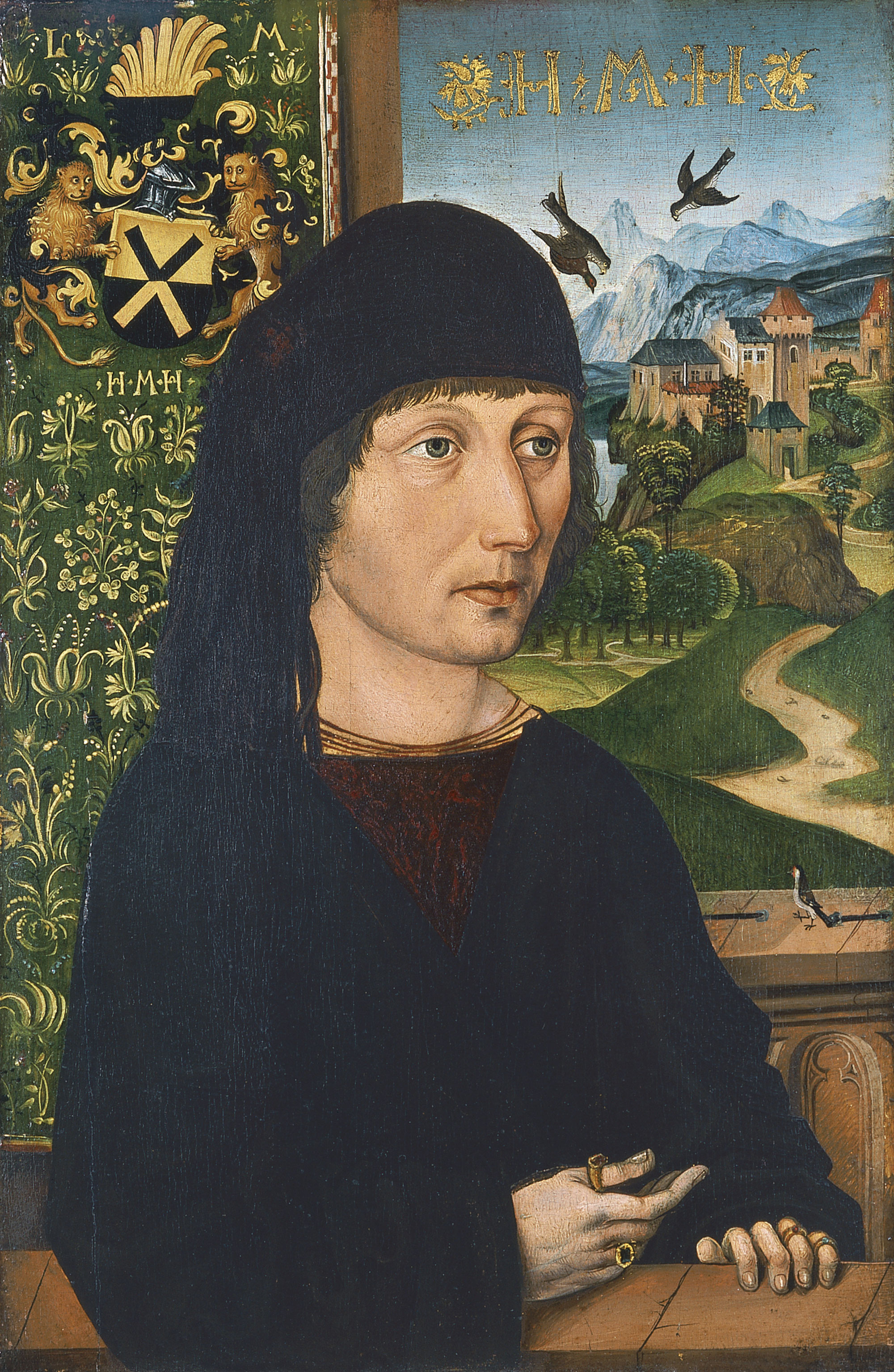
Levinus Memminger
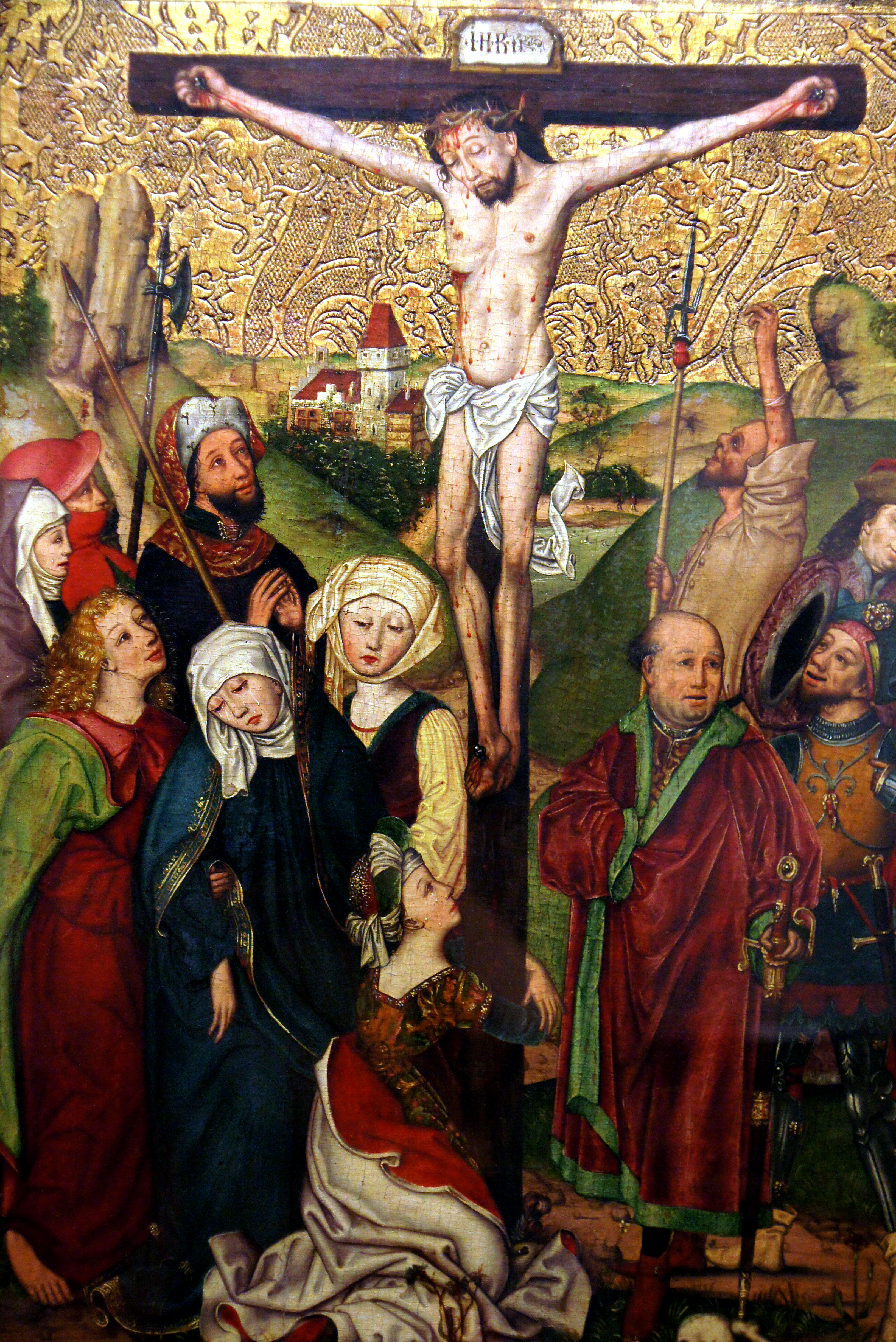
Cristo crucificado
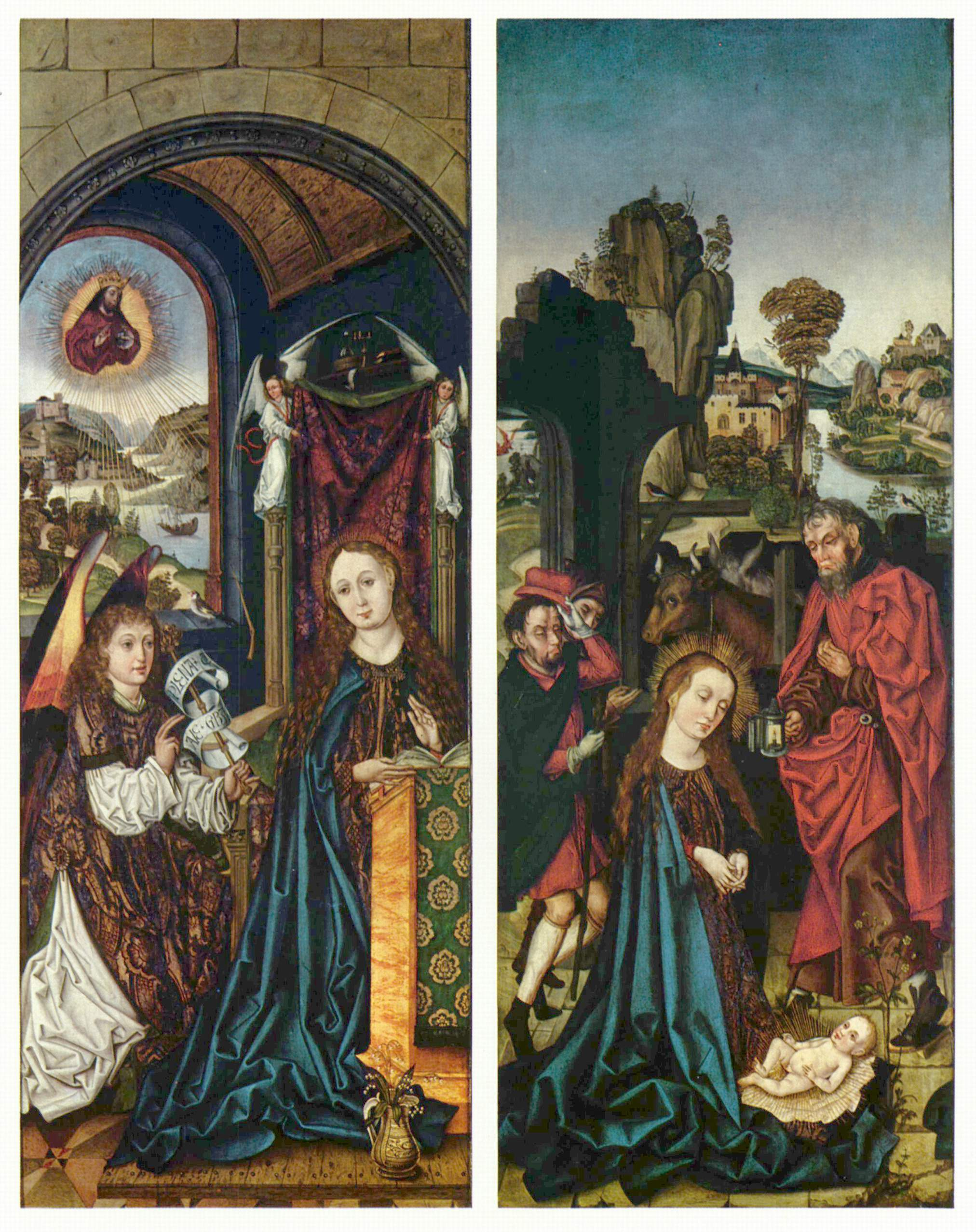
Altar de Peringsdörffer, cena da Anunciação e Betlehem
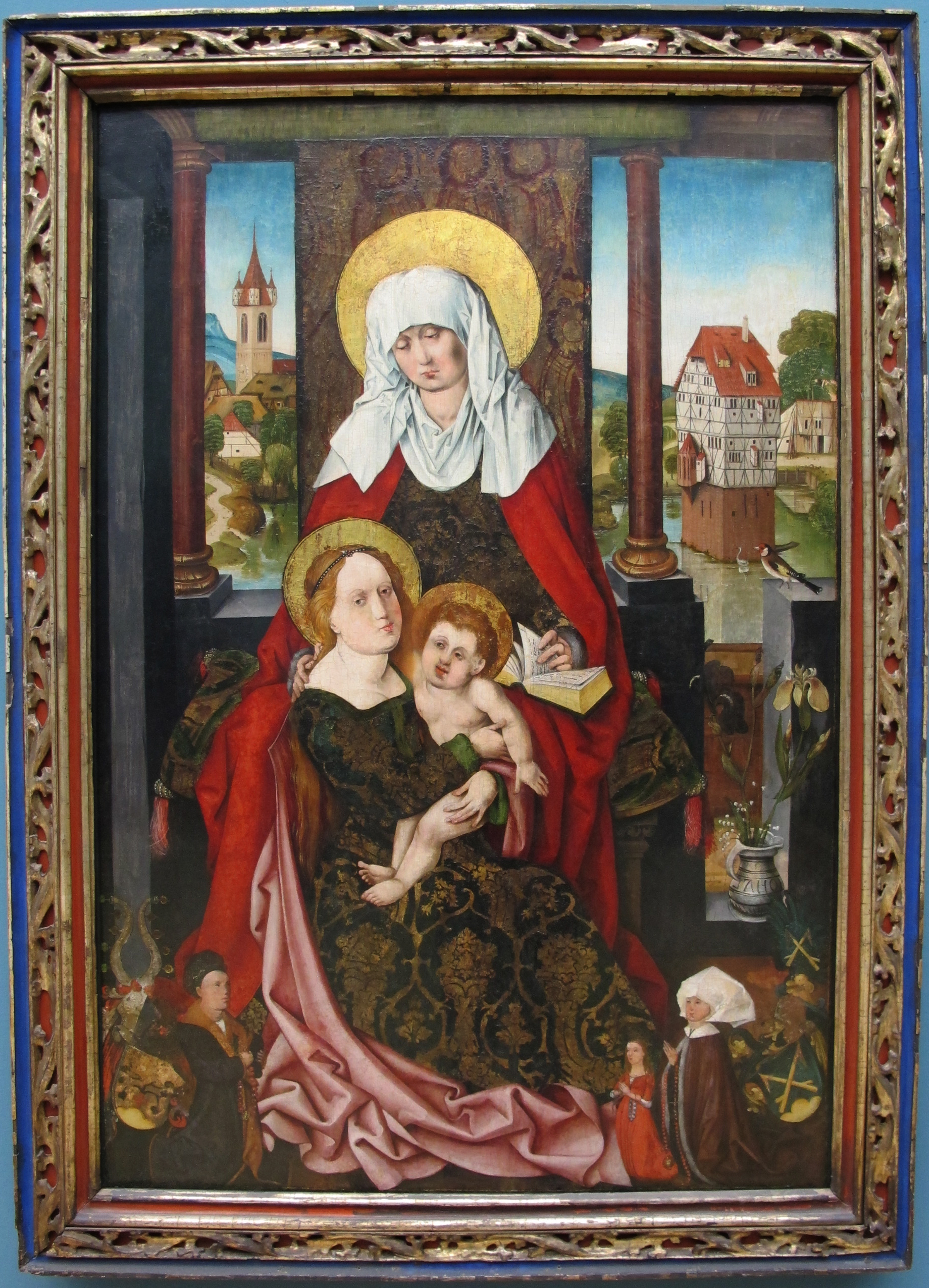
A Virgem e a criança com doadores
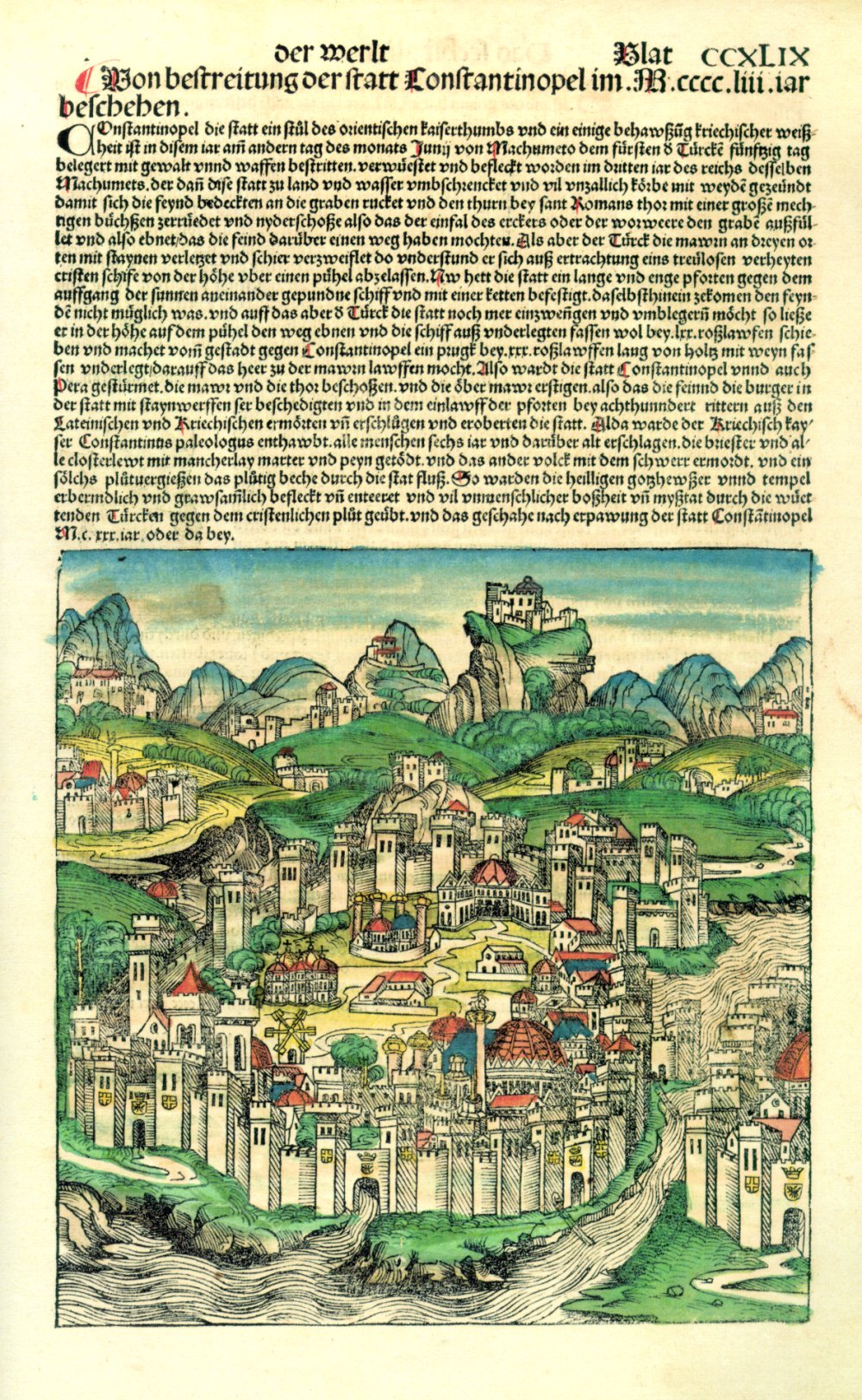
Página representando Constantinopla da Crônica de Nuremberg, 1491; a imagem é uma xilogravura da oficina de Wolgemut com pintura à mão adicionada